# Kapanca
Kapanca (kurd. Setirabat) ist ein Dorf im Landkreis Diyadin der türkischen Provinz Ağrı mit 120 Einwohnern (Stand: Ende 2024). Kapanca liegt in Ostanatolien auf 2.085 m über dem Meeresspiegel, ca. 14 km südwestlich von Diyadin.
Vor der Umbenennung zu Kapanca hieß die Ortschaft Setirabat. Die Umbenennung erfolgte nach 1945. Die Volkszählung von 1945 führt das Dorf noch mit seinem ursprünglichen Namen auf. Der frühere Name ist auch beim Katasteramt registriert.
Im Jahre 1945 lebten 52 Menschen im damaligen Setirabat. 1985 lebten in Kapanca 294 Menschen und 2009 hatte die Ortschaft noch 187 Einwohner.